# Dactylorhiza sect. Sambucinae
Dactylorhiza sect. Sambucinae is een sectie (onderverdeling) van het geslacht Dactylorhiza, met vier soorten orchideeën.

## Kenmerken
Sambucinae verschillen van de andere Dactylorhiza-soorten door afgeplatte wortelknollen, een gegroefde stengel, ongevlekte bladeren waarvan de onderste wijd uitgespreid staan, en geel of rood gekleurde bloemen (in het laatste geval is de basis van de bloemlip geel).

## Verspreiding en voorkomen
Sambucinae geven de voorkeur aan licht vochtige tot droge, zonnige biotopen zoals graslanden en lichte bossen. Ze komen vooral voor in het Middellandse Zeegebied.

## Taxonomie
De sectie Sambucinae omvat vier soorten.

### Soortenlijst
- Dactylorhiza flavescens (K.Koch) J.Holub
- Dactylorhiza insularis (Sommier ex Martelli) Landwehr
- Dactylorhiza romana (Sebastiani) Soó
- Dactylorhiza sambucina (L.) Soó

D. alpestris · 
D. aristata · 
D. atlantica · 
D. baumanniana · 
D. cordigera · 
D. cyrnea · 
D. czerniakowskae · 
D. durandii · 
D. elata (Grote rietorchis) · 
D. euxina · 
D. foliosa · 
D. francis-drucei · 
D. fuchsii (Bosorchis) · 
D. graggeriana · 
D. hatagirea · 
D. iberica · 
D. incarnata (Vleeskleurige orchis) · 
D. insularis · 
D. isculana · 
D. kafiriana · 
D. kerryensis · 
D. kulikalonica · 
D. lapponica · 
D. maculata (Gevlekte orchis) · 
D. maculata subsp. elodes (Tengere heideorchis) · 
D. maculata subsp. ericetorum (Heideorchis) · 
D. maculata subsp. savogiensis · 
D. magna · 
D. majalis (Brede orchis) · 
D. osmanica · 
D. phoenissa · 
D. praetermissa (Rietorchis) · 
D. praetermissa var. junialis (Gevlekte rietorchis) · 
D. purpurella (Purperrode orchis) · 
D. romana · 
D. russowii · 
D. saccifera · 
D. salina · 
D. sambucina (Vlierorchis) · 
D. sibirica · 
D. sphagnicola (Veenorchis) · 
D. sudetica · 
D. traunsteineri (Smalle orchis) · 
D. traunsteinerioides · 
D. umbrosa · 
D. urvilleana · 
D. viridis (Groene nachtorchis)